# Comuna Lyngby-Taarbæk
Lyngby-Taarbæk (Lyngby-Taarbæk Kommune) este o comună din regiunea Hovedstaden, Danemarca, cu o suprafață totală de 38,78 km² și o populație de 52.807 locuitori (2011).